# Isodemis proxima
Isodemis proxima là một loài bướm đêm thuộc họ Tortricidae. Nó được tìm thấy ở Trung Quốc (Quảng Đông, Quảng Tây, Hải Nam) và Đài Loan.
Sải cánh dài 16–21 mm.

## Hình ảnh

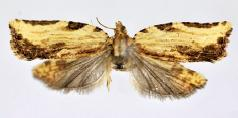